# Dorfkirche Neidenberga

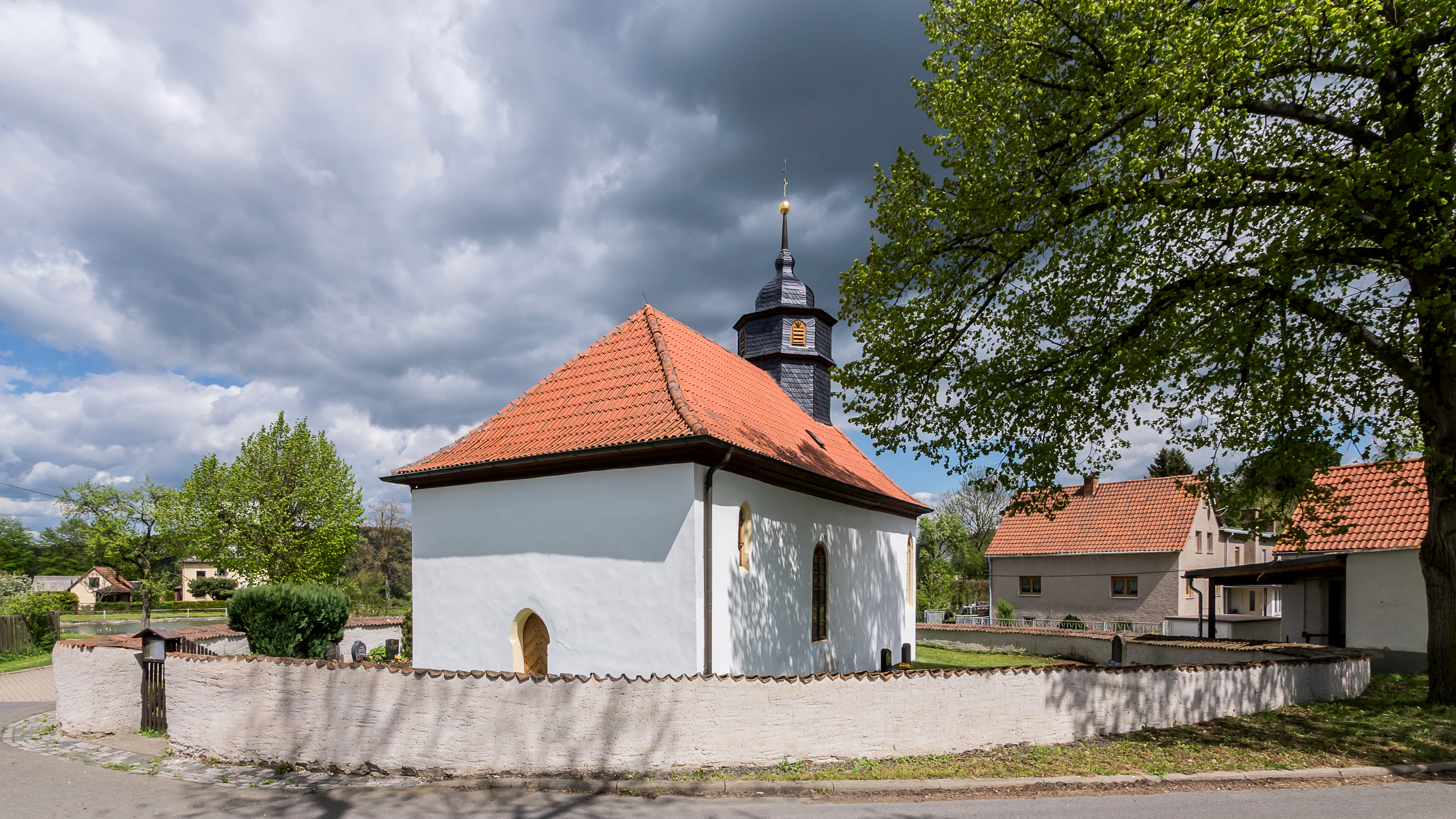
Dorfkirche Neidenberga

Die heute evangelisch-lutherische Dorfkirche Neidenberga steht im ummauerten Friedhof von Neidenberga, einem Ortsteil von Drognitz im Landkreis Saalfeld-Rudolstadt in Thüringen. Die Kirchengemeinde Neidenberga gehört zum Pfarrbereich Drognitz im Kirchenkreis Rudolstadt-Saalfeld der Evangelischen Kirche in Mitteldeutschland.

## Beschreibung
Die rechteckige Saalkirche bekam 1769 ihre heutige Gestalt durch grundlegenden Umbau der mittelalterlichen Kapelle. Sie hat einen dreiseitigen Abschluss im Osten und einen schiefergedeckten Dachreiter, auf dem eine kleine Haube sitzt, die mit einer Turmkugel bekrönt ist. Die Fenster haben infolge baulicher Eingriffe unterschiedliche Formen. Das Kirchenschiff hat eine eingeschossige Empore und ist mit einer Flachdecke überspannt. Am Kanzelaltar ist ein Relief mit der Darstellung des Abendmahls. Die Predella stammt von einem Flügelaltar, um 1520 in der Saalfelder Schule entstanden. Zur Kirchenausstattung gehören geschnitzte Statuen der heiligen Anna, der Maria, des Sebastian, der Barbara und der Magdalena. Die Orgel mit 6 Registern, verteilt auf ein Manual und das Pedal, wurde um 1850 von einem unbekannten Orgelbauer gebaut.